# Tchigaï-Plateau
Das Tchigaï-Plateau (französisch: Plateau de Tchigaï) ist eine Hochebene in Niger.

## Geographie
Das Tchigaï-Plateau liegt in der Sahara an der Grenze Nigers zu Tschad. Mit dem Djado-Plateau und dem Manguéni-Plateau gehört es zu den drei landschaftsprägenden Hochebenen im Nordosten des Landes. Es erreicht eine Höhe von 880 m.
Erdgeschichtlich gehört das Tchigaï-Plateau zum Paläozoikum. Die wüste Ebene hat den Charakter einer Mondlandschaft. Eine Kette teils stark salzhaltiger Brunnen ermöglicht es, sie als Verbindung zwischen dem Kaouar-Tal und dem Hochgebirge Tibesti zu durchqueren.